# Jeanne de Savoie (1907-2000)
Pour les articles homonymes, voir Jeanne de Savoie (homonymie).
Titre
Reine consort de Bulgarie
25 octobre 1930 – 28 août 1943
(12 ans, 10 mois et 3 jours)
Jeanne de Savoie, Jeanne d'Italie ou Jeanne de Bulgarie  (en bulgare : Йоанна Савойска / Ioanna Savoiska et en italien : Giovanna di Savoia), princesse d'Italie puis, par son mariage, reine (ou tsarine) de Bulgarie est née le 13 novembre 1907 à Rome, en Italie, et morte le 26 février 2000 à Estoril, au Portugal. Épouse du roi Boris III, elle est la dernière souveraine de Bulgarie.

## Biographie

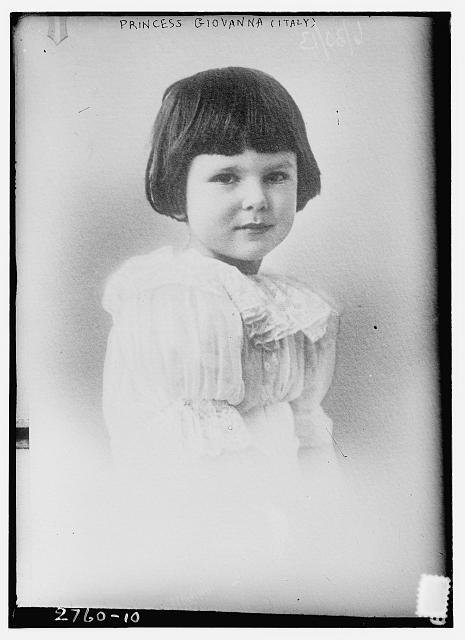
La princesse Jeanne dans son enfance.

Troisième fille du roi Victor-Emmanuel III d'Italie et de son épouse la princesse Hélène de Monténégro, Jeanne est la sœur d'Humbert II, dernier roi d'Italie.
Elle épouse catholiquement, le 25 octobre 1930, le tsar orthodoxe Boris III de Bulgarie ; puis, deux semaines plus tard, a lieu à Sofia, une deuxième cérémonie, orthodoxe cette fois-ci, qui provoque un mécontentement vigoureux de la part de l’Église catholique. Le couple a deux enfants, Marie-Louise en janvier 1933 et Siméon en 1937, qui sont tous deux baptisés selon le rite orthodoxe.
Bien acceptée par la population bulgare, en partie en raison de ses origines maternelles slaves, la reine Jeanne participe à de nombreuses œuvres de charité et finance, entre autres, un hôpital pour enfants. Puis, lorsque Boris III se range auprès de l’Allemagne nazie pendant la Seconde Guerre mondiale, Jeanne délivre des visas à un certain nombre de Juifs pour leur permettre de se réfugier en Argentine.
En août 1943, Boris III meurt de façon mystérieuse après une entrevue houleuse avec Hitler ; le jeune Siméon monte alors sur le trône et une régence est assumée par le prince Cyrille, frère cadet de Boris. Cependant, l’année suivante, l’Union soviétique envahit le pays et abolit, deux ans plus tard, la monarchie. Le prince Cyrille est condamné à mort et exécuté en 1945, la reine Jeanne et ses deux enfants se réfugient alors en Égypte puis en Espagne et, à partir de 1976, au Portugal.
Néanmoins, après la chute du communisme en Bulgarie, l'ancienne souveraine retourne brièvement dans son pays pour se recueillir sur la tombe de son mari, à Rila, en 1993.
Elle décède le 26 février 2000 à Estoril au Portugal. Ses restes reposent en la basilique Saint-François d'Assise en Italie où avaient été célébrées ses noces .

## Ascendance
|  |                                   |  |  |  |  |  |  |  |  |  |  |  |  |
|  | 8. Victor-Emmanuel II d'Italie    |  |  |  |  |  |  |  |  |  |  |  |  |
|  |                                   |  |  |  |  |  |  |  |  |  |  |  |  |
|  |                                   |  |  |  |  |  |  |  |  |  |  |  |  |
|  | 4. Humbert Ier d'Italie           |  |  |  |  |  |  |  |  |  |  |  |  |
|  |                                   |  |  |  |  |  |  |  |  |  |  |  |  |
|  |                                   |  |  |  |  |  |  |  |  |  |  |  |  |
|  | 9. Adélaïde de Habsbourg-Lorraine |  |  |  |  |  |  |  |  |  |  |  |  |
|  |                                   |  |  |  |  |  |  |  |  |  |  |  |  |
|  |                                   |  |  |  |  |  |  |  |  |  |  |  |  |
|  | 2. Victor-Emmanuel III d'Italie   |  |  |  |  |  |  |  |  |  |  |  |  |
|  |                                   |  |  |  |  |  |  |  |  |  |  |  |  |
|  |                                   |  |  |  |  |  |  |  |  |  |  |  |  |
|  | 10. Ferdinand de Savoie           |  |  |  |  |  |  |  |  |  |  |  |  |
|  |                                   |  |  |  |  |  |  |  |  |  |  |  |  |
|  |                                   |  |  |  |  |  |  |  |  |  |  |  |  |
|  | 5. Marguerite de Savoie           |  |  |  |  |  |  |  |  |  |  |  |  |
|  |                                   |  |  |  |  |  |  |  |  |  |  |  |  |
|  |                                   |  |  |  |  |  |  |  |  |  |  |  |  |
|  | 11. Élisabeth de Saxe             |  |  |  |  |  |  |  |  |  |  |  |  |
|  |                                   |  |  |  |  |  |  |  |  |  |  |  |  |
|  |                                   |  |  |  |  |  |  |  |  |  |  |  |  |
|  | 1. Jeanne de Savoie               |  |  |  |  |  |  |  |  |  |  |  |  |
|  |                                   |  |  |  |  |  |  |  |  |  |  |  |  |
|  |                                   |  |  |  |  |  |  |  |  |  |  |  |  |
|  | 12. Mirko Petrović-Njegoš         |  |  |  |  |  |  |  |  |  |  |  |  |
|  |                                   |  |  |  |  |  |  |  |  |  |  |  |  |
|  |                                   |  |  |  |  |  |  |  |  |  |  |  |  |
|  | 6. Nicolas Ier de Monténégro      |  |  |  |  |  |  |  |  |  |  |  |  |
|  |                                   |  |  |  |  |  |  |  |  |  |  |  |  |
|  |                                   |  |  |  |  |  |  |  |  |  |  |  |  |
|  | 13. Anastasija Martinovich        |  |  |  |  |  |  |  |  |  |  |  |  |
|  |                                   |  |  |  |  |  |  |  |  |  |  |  |  |
|  |                                   |  |  |  |  |  |  |  |  |  |  |  |  |
|  | 3. Hélène de Monténégro           |  |  |  |  |  |  |  |  |  |  |  |  |
|  |                                   |  |  |  |  |  |  |  |  |  |  |  |  |
|  |                                   |  |  |  |  |  |  |  |  |  |  |  |  |
|  | 14. Petar Vukotić                 |  |  |  |  |  |  |  |  |  |  |  |  |
|  |                                   |  |  |  |  |  |  |  |  |  |  |  |  |
|  |                                   |  |  |  |  |  |  |  |  |  |  |  |  |
|  | 7. Milena Vukotić                 |  |  |  |  |  |  |  |  |  |  |  |  |
|  |                                   |  |  |  |  |  |  |  |  |  |  |  |  |
|  |                                   |  |  |  |  |  |  |  |  |  |  |  |  |
|  | 15. Jelena Vojvodić               |  |  |  |  |  |  |  |  |  |  |  |  |
|  |                                   |  |  |  |  |  |  |  |  |  |  |  |  |
|  |                                   |  |  |  |  |  |  |  |  |  |  |  |  |

## Honneurs
- 1933 : Dame grand-croix de l'ordre de Saint-Alexandre, avec diamants [2]
- Dame grand-cordon de l'ordre des Saints-Maurice-et-Lazare [2]
- Dame grand-croix de l'ordre souverain de Malte, première classe [2],[3]

- Dame de l'ordre de la Croix étoilée [2]
- Dame grand-croix de l'ordre de Thérèse [2]
- Dame grand-cordon de l'ordre de Sainte-Catherine [4]
- Dame grand-croix de l'ordre royal de Saint-Sava

#### Mémoires de la reine
- (it) Giovanna di Bulgaria, Memorie, Rizzoli, Milan, 1964.

#### Biographies de la reine
- (en) Liubka Taseva et Ivaylo Shalaf, Giovanna of Bulgaria - the Queen of Compassion, 2011
- (it) Cristina Siccardi, Giovanna di Savoia. Dagli splendori della reggia alle amarezze dell'esilio, Paoline Editoriale Libri, Milan, 2001.
- (en) Ivaylo Schalafof et Liubka Tasseva, Giovanna of Bulgaria, The Queen of Charity, INS LTD, Sofia, 2010.